# Manuela de los Herreros Sorà
Pour les articles homonymes, voir Sora.
Manuela de los Herreros Sorà (Palma, 10 juin, 1845 - Palma, 29 avril, 1911) était un écrivain et administrateur de caractère folklorique majorquin. Dès son jeune âge, elle était intéressé par la culture, en particulier l'apprentissage des langues. Il était en contact, grâce à la position sociale de son père, avec l'Archiduc Louis-Salvador de Habsbourg-Lorraine.

## Biographie
Manuela de los Herreros y Sorà est né à Palma le 10 juin 1845, dans une famille avec un niveau culturel élevé, ce qui ouvrirait la porte à une éducation très peu de femmes de son temps pouvaient avoir accès. Son père, Manuel de Forgerons, a été directeur de l'Instituto Balear (une institution qui a un poids important dans le renouveau pédagogique des Îles Baléares) et l'un de ses oncles sur sa mère était professeur. En rapport avec les chiffres liés au monde de la culture, de très faible a montré un grand intérêt pour la lecture qui a fait son démarquer parmi les étudiants des écoles d e Alexandre Bernat et Homar Perelló. De même, il a excellé, plus tard, par sa connaissance de l'anglais, le français, l'italien et l'allemand, en plus du catalan (sa langue maternelle).
Avant de se marier, à un moment où il a fallu une intense activité d'écrivain, il était courant de voir à l'Athénée Balear (qui venait d'ouvrir aux femmes) mais à cause de son mariage avec l'avocat Enric Bonet i Ferrer en 1872 et quatorze enfants qui avaient diminué leur dévouement à cette ámbito. au cours des années une plus grande participation avec le monde littéraire, il écrit en prose et en vers œuvres des thèmes personnalisés, il faisait partie de la rédaction de plusieurs publications costumbristas mallorquins tels que La Dulzaina, La Revista Balar et le calendrier El Saracossano et magazines publiés en Principauté comme Lo Gay Saber et Calendari Català. dans le même temps, ils mettent l'accent sur ses bonnes relations avec les plus grands écrivains catalans de la Renaixença qui étaient accompagnés, cependant, son ne fera pas partie des événements ou des jeux floraux et non rassembler toute sa production littéraire volumen.
Manuela est devenue veuve en 1899 et quatre ans plus tard, en 1903, son père est mort, ainsi que directeur de l'Institut des Baléares avait été président de la Société économique des amis du pays, et un collaborateur littéraire et administrateur de l'Archiduc Louis-Salvador de Habsbourg-Lorraine. Après avoir poursuivi la tâche de père il a exécuté et a servi en tant qu'administrateur de l'Archiduc. Il est décédé le 29 avril 1911 à la ville de Palma qui serait appelée fille illustre en décembre 1915. Il a une rue dédiée dans le quartier de Son Pastilla, où est le seul aquarium en ville, le Palma Aquarium.